# MaLoY
Maria Lucia Moreno Lozañes, znana także jako Maloy Lozanes albo MaLoY (ur. 13 grudnia 1976 w Manili) – filipińsko-niemiecka wokalistka, śpiewająca piosenki z różnych gatunków, ale znana głównie jako wykonawczyni elektronicznej muzyki tanecznej.

## Życiorys
MaLoY wychowała się w Manili, w rodzinie muzyków. W dzieciństwie chorowała na astmę, ale brała udział w konkursach muzycznych, osiągając jednocześnie sukcesy w nauce. Profesjonalną karierę wokalną rozpoczęła po ukończeniu szkoły średniej, kiedy towarzyszyła kilku filipińskim zespołom podróżującym do Singapuru, Malezji i Indonezji. Przełom w jej karierze nastąpił w roku 1993, kiedy to dołączyła z bratem do zespołu swojego ojca mieszkającego w Niemczech, gdzie zaistniała jako piosenkarka eurodance. Została drugą z kolei wokalistką zespołu Captain Jack, w którym występowała w latach 1999–2001. Po odejściu z zespołu na ponad pięć lat przerwała nagrywanie własnej muzyki, a na scenie pojawiała się jedynie w chórkach podczas telewizyjnych występów takich artystów, jak Lou Bega, Ricky Martin, Backstreet Boys czy Geri Halliwell.
Na rynek muzyczny powróciła na przełomie lat 2006–2007, kiedy użyczyła głosu Shaunowi Bakerowi w piosence VIP, która trafiła na europejskie listy przebojów. Po wydaniu kolejnej piosenki z Bakerem, pod tytułem Power, została jego oficjalną wokalistką. Od tego czasu występują praktycznie jako duet.
MaLoY występuje także z własnym zespołem Soul Kitchen, głównie na imprezach okolicznościowych. W jej repertuarze są piosenki z bardzo różnych gatunków muzycznych – od jazzu, bluesa i rock'n'rolla po disco, dance i house. Charakterystycznymi cechami jej wokalu są siła i szorstka barwa głosu. Śpiewa mezzosopranem, głównie w języku angielskim, chociaż zna także języki tagalog, niemiecki i włoski.

## Dyskografia
- 1997 – w zespole Toybox
  - Love To The Limit (singel)
- 1999 – w zespole Captain Jack
  - Dream A Dream (singel)
  - Get Up (singel) – z Gipsy Kings
  - The Captain's Revenge (album)
- 2000 – Captain Jack
  - Only You (singel)
- 2007 – Shaun Baker
  - VIP (singel)
  - Power (singel)
- 2008 – Shaun Baker
  - Hey, Hi, Hello (singel)
  - Could You Would You Should You (singel)
- 2009 – Shaun Baker
  - Give (singel)
- 2010 - Shoot Music
  - Step 2 the Music (singel)
- 2013 - Shaun Baker
  - There's Nothing I Won't Do (singel)